# Тибетский хомячок
Тибетский хомячок (лат. Cricetulus kamensis) —  вид из рода серых хомячков. Обычно к этому виду относят и форму Cricetulus tibetanus, некоторые систематики также включают в этот вид и короткохвостого хомячка, обитающего в Ладакхе и сопредельных регионах. Вид населяет Тибетское нагорье в Китае.

## Описание
Длина тела тибетского хомячка составляет от 88 до 112 миллиметров, длина хвоста от 51 до 64 миллиметров, длина ступни от 17 до 18 миллиметров и длина уха от 16 до 18 миллиметров. Наибольшая длина черепа составляет от 27 до 29 миллиметров, а вес тела от 20 до 40 граммов
Мех сверху тёмно-коричнево-серый, но на спине могут быть чёрные пятна или полосы. На бедрах чёрные пятна, достигающие верхней части ног. Нижняя сторона серовато-белая, волосы тёмные в основаниях с белыми окончаниями. По бокам контрастная граница тёмной спины и светлого брюха образует волнообразный узор. Основание хвоста двухцветное с тёмной узкой полоской в дорзальной части, вентральная сторона и кончик хвоста полностью белые. Хвост довольно толстый и покрыт волосками. 
Череп слегка выпуклый, так что крыша черепа выгнута вверх. Передний, внешний край теменной кости круглый и тупой. Слуховые барабаны маленькие, а резцовые отверстия короткие и не доходят до уровня первых верхних коренных зубов. 
Тибетский хомячок (sensu stricto) отличается от некоторых других видов и форм из этого рода, таких как  Cricetulus lama, Cricetulus tibetanus (при более широкой трактовке обе формы включены в данный вид), Cricetulus alticola и Cricetulus migratorius тем, что хвост у него более пяти сантиметров в длину, а на внешней стороне бёдер черные пятна.

## Образ жизни
Места обитания тибетского хомячка — луга в высокогорьях, кустарниковые болота и открытые степи на высотах от 3300 до 4100 метров. Этот вид ведёт дневной и ночной образ жизни, питается зернами и семенами растений и насекомыми. Его самостоятельно построенная нора имеет глубину 50 сантиметров, в ней хрантся зимние запасы семян. Размножение происходит с мая по август, с пиком в июне и июле. Размер выводка составляет от пяти до десяти детенышей, чаще всего — от семи до восьми молодых животных.

## Распространение
Ареал тибетского хомячка занимает восточную часть Тибетского нагорья, северо-запад Сычуани, Цинхай, северо-запад Ганьсу и юг Синьцзяна. Этот вид —  эндемик Китая. Международный союз охраны природы классифицировал его как вид, не находящийся под угрозой исчезновения. 

### Подвиды
А. Смит и Р. Хоффманн (2008) выделяют два подвида тибетского хомячка: 
- Cricetulus kamensis kamensis (Satunin, 1903) на востоке Тибета, на северо-западе Сычуани, а также на юге Цинхая.
- Cricetulus kamensis kozlovi (Satunin, 1903) на севере Цинхая, на северо-западе Ганьсу и на юге Синьцзяна[1].

### Cricetulus kamensis kamensis
А. И. Аргиропуло  в 1933 году рассматривал эту форму как отдельный вид Cricetulus kamensis. Однако Эллерман и Моррисон-Скотт  в 1951  и В. Е. Флинт в 1966 предполагали, что он, возможно, идентичен длиннохвостому хомячку. Типовой экземпляр Cricetulus kamensis kamensis был найден на реке Мокчжун в районе Меконг региона Кам на северо-востоке Тибета и описан в 1903 году К. А. Сатуниным как Urocricetus kamensis.

### Cricetulus kamensis kozlovi
А. И. Аргиропуло в 1933 году выделил данную форму в самостоятельный вид Cricetulus kozlovi. Гловер Аллен  в 1940 году относил C.  kozlovi к даурскому  хомячку. Согласно точке зрения В. Е. Флинта, хомячок Козлова, как и C. k. kamensis, возможно, идентичен длиннохвостому хомячку. Китайские зоологи Ван и Чжэн  в статье 1973 года рассматривают форму kozlovi, также как и lama и tibetanus,   в качестве младших синонимов Cricetulus kamensis. Эту точку зрения поддержали многие специалисты, такие как Корбет в 1978 г.; Хонаки с соавторами в 1982 г.;  и Массер с Карлтоном в 1993 и 2005 годах. Однако, российские зоологи В. С. Лебедев и Е. Г. Потапова пришли к выводу, что эта форма является не более чем подвидом серого хомячка. Типовой экземпляр Cricetulus kamensis kozlovi, представлен шкуркой и разбитым черепом полувзрослого экземпляра, он был добыт в Нан-Шане и  описан Сатуниным также в 1903 году под названием Urocricetus kozlovi.